# Listèria
Listeria és un gènere de bacteris que comprèn vint espècies (2019). Porta el seu nom en honor del metge britànic Joseph Lister (1827-1912). Totes les espècies de Listeria són bacils gram-positius, catalasa-positius i no formen endòspores. D'acord amb les característiques genòmiques i fenotípiques les espècies d'aquest gènere microbiològic es classifiquen en dos grups taxonòmics: Listeria stricto sensu i Listeria lato sensu. Les soques del primer clade poden colonitzar mamífers i, per regla general, les del segon no.

## Taxonomia
- L. monocytogenes és l'espècie típica del gènere i l'agent causal més comú de la listeriosi.[3]
- L. ivanovii és un patogen de remugants[4] que pot infectar ratolins al laboratori[5] i, excepcionalment, humans.[6] És una de les causes d'avortaments i morts neonatals en els ovins a zones molt diverses, sobretot quan fa un temps fred i humit.[7]
- L. innocua és un bacteri ubic que es troba a ambients molt diversos. Es considera un microorganisme no patogènic, però algunes soques atípiques són hemolítiques i, tot i que tenen una virulència menor que L. monocytogenes,[8] provoquen algunes vegades malalties greus en el bestiar boví i en les persones immunodeficients, entre elles i de forma insòlita meningitis aguda.[9]
- L. costaricensis fou descoberta en mostres provinents del sistema de drenatge d'aigües residuals d'una indústria alimentària de Costa Rica que no es considera com una espècie patògena.[10]
- L. newyorkensis va ser descrita per primera vegada l'any 2015. Ara per ara, només ha estat aïllada a plantes de processament de marisc i de llet de l'estat de Nova York i a aigües fluvials del Japó. No es considera patogènica.[11] El mateix grup de recerca de la Universitat Cornell identificà L. booriae, una espècie filogenèticament molt propera a L. riparia.[12]
- L. welshimeri i L. seeligeri van ser proposades com a espècies per investigadors de L'Institut Pasteur el 1983.[13] No són causa de malalties, normalment. L. seeligeri és una espècie singular, ja que algunes de les seves soques no hemolítiques naturals són atípiques, un fet que pot dificultar molt la correcta identificació d'aquests bacteris.[14]
- L. rocourtiae es descobrí a Àustria en bosses d'enciam conservat en gas alimentari. No s'ha identificat cap soca virulenta d'aquesta espècie.[15]
- L. weihenstephanensis es trobà a una planta aquàtica (Lemna trisulca) d'un estany de Baviera. No té elements que indiquin patogenicitat.[16]
- L. grayi fou proposada com a espècie del gènere l'any 1966.[17] Es coneixen dues subespècies: L. grayi subsp. grayi i L. grayi subsp. murrayi. En individus amb alteracions del sistema immunitari o patologies de base importants pot originar bacterièmies. Ha estat registrada alguna otitis mitjana supurada infantil per L. grayi concorrent a un procés de faringoamigdalitis vírica.[18] Certes defensines presents a l'artròpode Ixodes scapularis han demostrat ser efectives in vitro contra soques d'aquest bacteri resistents als antibiòtics.[19]
- L. thailandensis s'aïllà a Tailàndia en el decurs d'un cribratge sanitari de mostres d'aliments. Es diferencia de les altres espècies de Listeria per la seva capacitat de producció d'àcids a partir de la tagatosa i l'inositol.[20]
- L. floridensis, L. aquatica, L. cornellensis, L. riparia i L. grandensis es descrigueren en un únic article publicat el 2014 per investigadors nord-americans sobre els resultats de l'estudi de diverses mostres recollides a ambients agrícoles i naturals dels estats de Florida i Colorado. Cap d'aquests microbis mostrà evidències suggestives de patogenicitat.[21]
- L. marthii va ser aïllada al sòl i a les aigües del parc nacional Finger Lakes de l'estat d Nova York. Ara per ara, no s'ha associat a cap malaltia humana o animal.[22]
- L. goaensis fou trobada a sediments provinents d'un manglar del riu Mandovi (estat de Goa). Hemolitza feblement les plaques d'agar sang oví i equí.[23]

## Recerca
Com que es transporta amb molta facilitat entre cèl·lules i a través dels filaments d'actina, alguns estudis han proposat utilitzar Listeria atenuada per combatre altres malalties. Per exemple, una dosis de Listeria amb un component radiactiu dirigides a cèl·lules tumorals podrien ser una alternativa a la radioteràpia convencional per al tractament de càncer.